# Magdalena Maihoefer
Magdalena Maihoefer (* 1959), auch unter dem Pseudonym George Tabasco tätig, ist eine deutsche bildende Künstlerin. Sie lebt und arbeitet in Rheinland-Pfalz und Ligurien.

## Werdegang
Maihoefer wuchs in ländlicher Umgebung auf und begann bereits früh intensiv zu malen, obwohl sie in ihrer Kindheit weder Museen noch Ausstellungen besuchte. Von 1982 bis 1985 absolvierte sie eine Ausbildung als Glasmalerin und besuchte die Schule für Farbe und Gestaltung in Stuttgart. Ab 1996 entwarf sie für einen längeren Zeitraum Möbel für eine Italienische Firma im Pesaro und Teppiche für ein deutsch-nepalesisches Unternehmen. Weiterhin unterrichtete sie wiederholt an der Hochschule für integriertes Produktdesign in Coburg. Maihoefer stellt seit 1989 zunächst Glasobjekte international aus, später aber und bis heute massive, meist minimalistische Holzobjekte, die angeordnet und kumulierend ihren Effekt verstärken. Unter anderem stellte sie im World Trade Center in Dubai aus und fertigte für die Expo 2000 (Deutscher Pavilion) zahlreiche Werke. Sie lernte Lambert Maria Winterberger, Martin Kippenberger, Wolfgang Flatz und den Galeristen Hans-Jürgen Müller kennen, für den sie 1998 und 1999 eine Installation (einen beweglichen Glasteppich von 6 × 9 Meter) auf dem Mariposa-Gelände auf Teneriffa anfertigte.
In der Vergangenheit fertigte Maihoefer Collagen, Zeichnungen und Skulpturen an, überwiegend Objekte aus Glas und Glas-Metall. Maihoefer wurde mehrfach ausgezeichnet u. a. mit den Staatspreisen von Baden-Württemberg (1994) und Hessen (1996). Für Maihoefer erschöpfte sich allerdings nach vielen Jahren der Werkstoff Glas und sie konnte sich mit Glas nurmehr begrenzt entfalten und suchte nach einem neuen Werkstoff, um ihren Aktionsradius zu erweitern. Nach längerer Schaffenspause begann Maihoefer an Holzformaten zu arbeiten. In ihrem Œuvre finden sich auch oftmals atypische Materialien und kommen in der Symbiose mit Holz, Öl, Teer etc. ausdrucksstark zur Geltung. Als Hauptmotive vertiefte sich Maihoefer u. a. in monochrome Blattmetall-Flächen, hauptsächlich 24-karätige Goldflächen, aber auch Darstellungen des Neoexpressionismus sowie abstrakt figurativer Motive. Das Thema Gold darstellend, erschafft sie sog. „Claims“, die fortlaufend ab der Zahl 34 nummeriert sind. Diese Claims nehmen Bezug auf die Goldgräberstadt Dawson City. Ihre Arbeiten sind weder auf eine bestimmte Kunsttheorie und inhaltliche Assoziationen noch auf eine Ikonografie festzulegen.
Was in Imperia für eine Ausstellung als Experiment und vorerst als Studienexemplar angedacht war, entwickelte sich als Fazit und Folge auch unter dem Pseudonym George Tabasco ab 2018 als neue konsequente Richtung in ihren Arbeiten.

## Ausstellungen (Auswahl)
- La Galleria, Frankfurt (BRD) – Artikel in der F.A.Z. vom 5. November 1991
- Galerie Francis Chan, Taipeh (Taiwan)
- Galerie Nisters, Speyer (BRD)
- Galerie Am Fischmarkt, Erfurt (BRD)
- Wendy Rosen Gallery, New York (USA)
- Saarländisches Künstlerhaus, Saarbrücken (BRD)
- B. Galerie, Baden-Baden (BRD)
- Takeo Haya Gallery, Tokyo (Japan)

## Ankäufe (Auswahl)
- Denver Art Museum (USA)
- Kunsthalle Mannheim (BRD)
- Kunstmuseum Hamburg (BRD)
- Glasmuseum in Ebeltoft (Dänemark)
- Kunststiftung DESTE, Athen (Griechenland)
- Landesmuseum Karlsruhe (BRD)

## Preise und Auszeichnungen (Auswahl)
- 1994 Staatspreis Gestaltung Kunst Handwerk des Landes Baden-Württemberg
- 1996 Hessischer Staatspreis für das Deutsche Kunsthandwerk
- 1996 The International Glassprice of Kanazawa (Japan)[3]
- 2021 Stipendium des Kulturministeriums Rheinland – Pfalz/Bildhauerei/Holz

## Kataloge (Auswahl)
- Augenlust – Zeitgenössisches Kunsthandwerk in Deutschland. Kunsthalle Erfurt. 1999, ISBN 3-9805434-2-0, S. 112.
- Faszination Glas. Saarländisches Künstlerhaus. 2008, ISBN 978-3-940517-12-8.
- Mariposa – Zauber eines Gartens. 2007, ISBN 978-3-8030-3323-9, S. 228–231.
- Form-vollendet. Bayerischer Kunstgewerbeverein, 2000, ISBN 3-930184-24-9, S. 96–99.
- Ergebnisse eines Workshops der FH Coburg anlässlich der 12. Coburger Designtage, S. 8 + 9.
- Zukunftswerkstatt Mariposa. 2001, ISBN 3-929970-44-9, S. 228 + 231.